# Carbúnculo
Um carbúnculo é um aglomerado de furúnculos causados por infecção bacteriana, mais comumente com Staphylococcus aureus ou Streptococcus pyogenes. A presença de um carbúnculo é um sinal de que o sistema imunológico está ativo e lutando contra a infecção. A infecção é contagiosa e pode se espalhar para outras áreas do corpo ou outras pessoas; aqueles que vivem na mesma residência podem desenvolver carbúnculos ao mesmo tempo. No início do século XXI, a infecção envolvendo Staphylococcus aureus resistente à meticilina (SARM) se tornou mais comum.